# Тайюаньський метрополітен
Не плутати з Таоюаньським метро на острові Тайвань.
Тайюаньський метрополітен (кит.: 太原轨道交通) — лінія метрополітену в місті Тайюань, провінція Шаньсі, КНР.

## Історія
Розробка проєкту будівництва метрополітену в місті почалася 2009 року, всі проєктувальні роботи на початковій ділянці завершено 2012 року. Будівництво повністю підземної лінії завдовжки більш як 23 км розпочалося в листопаді 2013 року. 26 грудня 2020 року в повному складі відкрили Лінію 2 (Червону), яка стала першою лінією метро в місті. Траса лінії проходить з півночі на південь через центр міста. Будівництво Лінії 1 розпочалося у 2019 році, запрацювати лінія має 2024 року

## Лінії
Лінія повністю підземна, всі станції обладнані платформними розсувними дверима. Лінію обслуговують 24 шестивагоних, повністю автоматизованих потяги.
| №       | Дата відкриття | Останнє продовження | Кількість станцій | Кінцеві станції        | Довжина в км |
| ------- | -------------- | ------------------- | ----------------- | ---------------------- | ------------ |
| Лінія 2 | 26 грудня 2020 | —                   | 23                | «Jiancaoping»-«Xiqiao» | 23,6 км      |

## Розвиток
Станом на початок 2021 року в місті тривають активні будівельні роботи на Лінії 1 та проєктування Лінії 3. В більш віддаленій перспективі місцева влада планує створити систему з 6 ліній метро, загальною довжиною більш як 200 км та приблизно 150 станцій.